# Kczewo (Kobylnica)
Kczewo (deutscher Name Egsow) ist ein Dorf in Polen direkt an der Grenze zwischen der Woiwodschaft Pommern und der Woiwodschaft Westpommern. Es gehört zur Stadt-und-Land-Gemeinde Kobylnica (Kublitz) im Kreis Słupsk (Stolp).

## Geographische Lage
Das ehemalige Gutsdorf Kczewo liegt 14 Kilometer östlich von Sławno (Schlawe) und 18 Kilometer westlich von Słupsk an einer Nebenstraße, die die Landesstraße 6 (ehemalige deutsche Reichsstraße 2, heute auch Europastraße 28) Danzig–Stettin bei Reblino (Reblin) mit der Woiwodschaftsstraße 209 bei Tychowo ((Wendisch) Tychow) Sławno–Bytów (Bütow) verbindet. Die nächste Bahnstation befindet sich in Słonowice (Groß Schlönwitz) an der Staatsbahn-Linie 405 Piła (Schneidemühl) – Ustka (Stolpmünde).
Das Landschaftsbild von Kczewo ist leicht hügelig. Zahlreiche Äcker, Wiesen, Laub- und Kiefernwälder gestalten es abwechslungsreich.

## Geschichte
In einer Urkunde, in der Swantopolk II. von Pommerellen (1195–1266) dem Johanniterorden einige Dörfer, darunter das damals Hiweze genannte Egsow, übereignet, wird der Ort erstmals erwähnt. Im Mittelalter ist er ein von Kleistsches Lehen, und 1628 wird Hans Natzmer zu Egsow genannt. 1734 geht das Dorf an die Familie von Blumenthal. Durch Verheiratungen kommt das Gut 1847 an die Familie von Bülow.
1784 hatte Egsow 1 Vorwerk, 1 Wassermühle, 6 Bauern, 1 Schmiede, 1 Schulmeister und ein neu angelegtes Vorwerk, die Schäferey. 1818 lebten hier 120 Einwohner, ihre Zahl stieg bis 1925 auf 221. Danach wurde der Ort in die Gemeinde Besow (Bzowo) integriert.
1940 brennt ein Teil des Gutshofs ab. Er wird wieder aufgebaut, das Gutshaus wird aber nach 1945 abgerissen.
Nach dem Einmarsch der Roten Armee im März 1945 war das Gut mit einer Veterinäreinheit belegt.
Egsow war vor 1945 ein Ortsteil der Gemeinde Besow (Bzowo) und gehörte zum Amtsbezirk Besow im Landkreis Schlawe i. Pom. im Regierungsbezirk Köslin der preußischen Provinz Pommern. Nach 1945 wurde der Ort polnisch und erhielt den Namen Kczewo. Er ist heute ein Ort in der Gmina Kobylnica im Powiat Słupski der Woiwodschaft Pommern (bis 1998 Woiwodschaft Stolp).

## Kirche
Vor 1945 war die Bevölkerung von Egsow überwiegend evangelischer Konfession. Der Ort war in das Kirchspiel Groß Schlönwitz (Słonowice) eingepfarrt, das zum Kirchenkreis Schlawe in der Kirchenprovinz Pommern der Kirche der Altpreußischen Union gehörte. Letzter deutscher Geistlicher war Pfarrer Otto Range.
Heute ist die Einwohnerschaft von Kczewo fast ausnahmslos römisch-katholisch. Der Ort ist in die Pfarrei Słonowice integriert, die zum Dekanat Sławno im Bistum Köslin-Kolberg der Katholischen Kirche in Polen gehört. In Kczewo lebende evangelische Kirchenmitglieder sind heute dem Pfarramt in Słupsk (Stolp) in der Diözese Pommern-Großpolen der Evangelisch-Augsburgischen Kirche in Polen zugeordnet.

## Schule
Die Kinder von Egsow besuchten vor 1945 die Volksschule in Besow (Bzowo).